# 1442
Năm 1442 là một năm thường bắt đầu bằng ngày Thứ Hai trong lịch Julius.

## Sự kiện
Vụ án Lệ Chi Viên kết án Nguyễn Thị Lộ, vợ của Nguyễn Trãi tội tru di tam tộc, gây nên cái chết của cả ba dòng họ nhà Nguyễn Trãi. Đây được xem là vụ án oan ức nhất lịch sử Việt Nam. Sau này, Nguyễn Trãi được vua Lê Thánh Tông giải oan, giành lại công lý cho vị anh hùng này.

## Sinh
- 28 tháng 4 - Vua IV Edward của Anh (mất 1483)
- 3 tháng 7 - Thiên hoàng Go-Tsuchimikado của Nhật Bản (mất 1500)
- 25 tháng 8 - Lê Thánh Tông, vị vua thứ 5 của triều Hậu Lê (mất 1497)
- 27 tháng 9 - John de la Pole, Công tước thứ hai của Suffolk (mất 1491)
- Ngày chưa biết:
  - Tamas Bakócz, tổng giám mục Hungary (mất 1521)
  - Vannozza dei Cattanei, người tình của Đức Giáo hoàng Alexander VI
- Nguyễn Cấu quan nhà Lê (mất 1522)
- Nguyễn Thiệu Tri quan nhà Lê (mất 1522)

## Mất
- Lê Thái Tông - vị vua thứ 2 nhà Hậu Lê (sinh 1423)
- Nguyễn Trãi, đại thần nhà Hậu Lê, nhà văn, nhà thơ Việt Nam (sinh 1380)
- Nguyễn Thị Lộ vợ Nguyễn Trãi